# María Ólafsdóttir
María Ólafsdóttir, även María Ólafs, född 21 mars 1993, är en isländsk sångerska som representerade sitt land i Eurovision Song Contest 2015 med bidraget "Unbroken".

## Diskografi
- 2015 – Unbroken (EP)